# Jürgen Caro

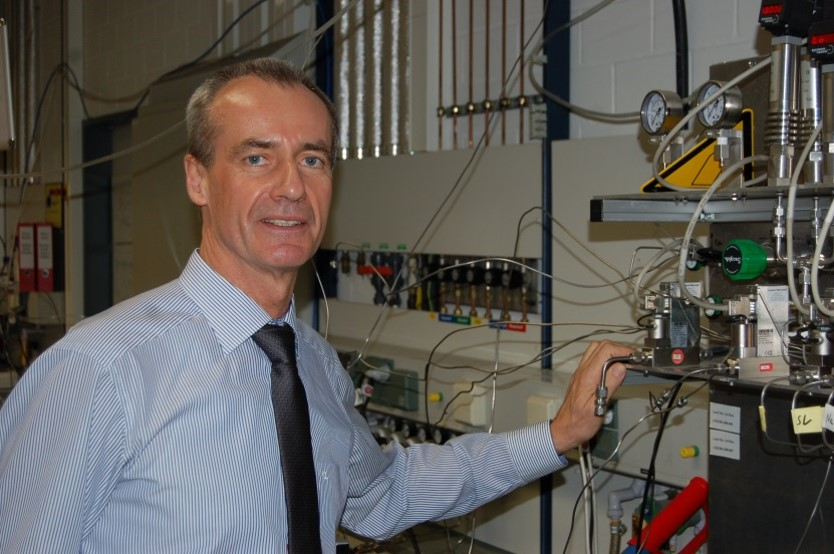
Jürgen Caro

 Jürgen Caro (* 27. Dezember 1951 in Burgstädt/Sa.) ist ein deutscher Chemiker.

## Leben und Wirken
Caro studierte von 1970 bis 1974 an der Universität Leipzig Chemie. Seine Promotionsarbeit zum Dr. rer. nat über die Diffusion in Zeolithen führte er von 1975 bis 1977 am Institut für Physik der Leipziger Universität unter der Leitung von Jörg Kärger durch. Ab 1977 arbeitete Caro am Zentralinstitut für Physikalische Chemie der Akademie der Wissenschaften (AdW) der DDR in Berlin-Adlershof auf den Gebieten Adsorption und Katalyse mit nanoporösen Materialien in verschiedenen Funktionen, zuletzt als Stellvertretender Direktor. 1989 erwarb Caro den Titel Dr. sc. nat. mit einer Arbeit zum Einfluss des Stofftransports bei Zeolithkatalysatoren.
Nach der fristlosen Kündigung aller Mitarbeiter der AdW der DDR zum 31. Dezember 1991 gründete Caro die Forschergruppe „Nano-Composite“. Diese Gruppe wurde 1994 Keimzelle der Abteilung „Funktionsmaterialien“ des neu gegründeten Instituts für Angewandte Chemie Berlin-Adlershof (ACA). Unter der Leitung von Manfred Baerns arbeitete Caro am ACA als einer der stellvertretenden Direktoren mit dem Geschäftsbereich „Reaktionstechnik und Neue Materialien“. 1992 habilitierte sich Caro zum Dr. rer. nat. habil. an der Universität Leipzig mit einem Thema zur Adsorption und Katalyse in nanoporösen Materialien.
2001 wurde Caro als W3-Professor für Physikalische Chemie an die Universität Hannover, der späteren Leibniz Universität Hannover, berufen. Seine Vorgänger im Lehrstuhl waren Gerhard Ertl und Hermann Schmalzried. In Hannover fokussierte Caro seine Forschungsaktivitäten auf stofftrennende Membranen und ihren Einsatz in katalytischen Membranreaktoren. Auf diesem Gebiet war Caro Partner in zahlreichen Projekten der Europäischen Gemeinschaftsforschung im 7. Rahmenprogramm wie CARENA, NASA-OTM, NEXT-GTL, M4CO2 sowie Mitgründer des Network of Excellence NoE INSIDE PORES, aus dem später das ENMIX, das European Nanoporous Materials Institute of Excellence hervorging.
Ausgeprägt ist Caros Kooperation mit China. Caro war und ist Gastgeber zahlreicher Chinesischer Humboldt-Research-Fellows (Haihui Wang, Yanshuo Li, Yi Liu, Yanying Wei, Hongwei Fan) und PostDocs (Aisheng Huang). Caro betreute zahlreiche Chinesische Doktoranden (Heqing Jiang, Zhengwen Cao, Nanyi Wang, Fangyi Liang). Caro hatte bzw. hat folgende Professuren in China inne: 2013–16: Gastprofessor an der Chinesischen Akademie der Wissenschaften (CAS) in Ningbo, 2014 – 2017 Gastprofessor an der Dalian University of Technology und der Universität Panjin, seit 2018 Full-Professor an der South China University of Technology, School of Chemistry and Chemical Engineering. 2015 gründet Caro mit seinem chinesischen Partner Haihui Wang das Sino-German Joint Lab of Inorganic Membranes an den Standorten Hannover und Guangzhou (Canton).
2013 erhielt Caro zusammen mit Michael Tsapatsis (Univ. of Minnesota) den Breck Award der Internationalen Zeolithassoziation (IZA).
In 2013 wurde Caro mit der Ostwald-Medaille der Sächsischen Akademie der Wissenschaften zu Leipzig ausgezeichnet.
2016 wurde Caro als Korrespondierendes Mitglied der Sächsischen Akademie der Wissenschaften zu Leipzig zugewählt, Mathematisch-naturwissenschaftliche Klasse.
2016–2020 war Caro Vorsitzender des GDCh-Ortsverbandes Hannover.
2019 wurde er zusammen mit den Co-Autoren Armin Bunde, Jörg Kärger und Gero Vogl für das Buch „Diffusive Spreading in Nature, Technology and Society“ mit dem Literaturpreis des Fonds der Chemischen Industrie ausgezeichnet.
Jürgen Caro wurde zusammen mit Jörg Kärger aus Leipzig mit dem 200.000 € dotierten Preis "Advanced Environmental Solutions" des ENI-Preises 2020 für ihre Arbeit ausgezeichnet, die zur Entwicklung von Mikrobildgebungsverfahren für die Beobachtung von diffusiven Molekülströmen in nanoporösen Materialien führte.
Im März 2020 ging Caro in den Ruhestand.
Caro ist ein Highly Cited Researcher 2021, 2022 und 2023.
Caro ist Autor von 450 Publikationen, 10 Buchkapiteln, 43 Patenten und Patentanmeldungen. 38.000 Zitationen, h-Faktor 100 (Google Scholar 2024).

## Schriften
- Armin Bunde, Jürgen Caro, Jörg Kärger, Gero Vogl (eds.): Diffusive Spreading in Nature, Technology and Society. Springer International Publishing, Cham, 2018, ISBN 978-3-31967-797-2

- J. Caro, Fluid Flow, in: F. Schüth, K.S.W. Sing, J. Weitkamp (eds.), Handbook of Porous Solids, Wiley-VCH, pp 352–370, 2002. ISBN 3-527-30246-8

- M. Noack, J. Caro, Zeolite Membranes, in: F. Schüth, K.S.W. Sing, J. Weitkamp (eds.), Handbook of Porous Solids, Wiley-VCH, pp 2433–2506, 2002. ISBN 3-527-30246-8

- R. Dittmeyer, J. Caro, Catalytic Membrane Reactors, in: G. Ertl, H. Knözinger, F. Schüth, J. Weitkamp (eds.), Handbook of Heterogeneous Catalysis, Wiley-VCH, pp 2198–2247, 2008. ISBN 3527312412

- J. Caro, Basic Aspects of Membrane Reactors, in: E. Drioli, L. Giorno (eds.) Comprehensive Membrane Science and Technology, Elsevier, pp 1–24, 2010. ISBN 978-0-08-093250-7